# Somogysárd
Somogysárd község Somogy vármegyében, a Kaposvári járásban.

## Fekvése
Kaposvártól nyugat-északnyugati irányban, a vármegye középső részén található. Központján a 61-es főútból Kiskorpádnál kiágazó 6702-es út vezet keresztül, Mezőcsokonya felől a 6705-ös út húzódik idáig. Sörnyepuszta településrészén a 6703-as út halad végig.
A szomszédos települések közül Kiskorpádtól 6 kilométerre északra, Mezőcsokonyától 4 kilométerre nyugatra fekszik; harmadik szomszédjától, a tőle nyugatra fekvő Újvárfalvától ugyancsak mintegy 4 kilométer választja el, oda a 67 117-es út indul innen.

## Története
A kis települést, mint a Győr nemzetség ősi birtokát az oklevelek először 1364-ben Saard módon írva említik, 1454-től már Sárd írásmóddal szerepel.
Első is ismert birtokosai, a Győr nemzetség szerdahelyi ágából való Szerdahelyi család tagjai voltak. Sárd a nemzetség tagjainak 1346 évi osztozkodásakor Szerdahelyi Dersfi Miklósnak jutott. Az 1332-1337 évi pápai tizedjegyzék szerint már plebániája is volt. 1408-ban Szerdahelyi Korom János birtoka volt. 1454-ben pedig Szerdahelyi Dancs Pál birtoka volt, aki itteni birtokrészeit Somi Mihálynak és Demeternek vetette zálogba. 1536-ban Szánthai János özvegye, Chokna-Sárdnak pedig Dersffy Miklós özvegye és Sibrik Osvát volt a földesura. 1563-ban a török kincstári fejadódefterben mindössze 1 házzal van felvéve, 1573-1574-ben 5, 1580-ban is csak 3 házból állt. 1660-ban Könczöl Mihály és Somogyi István, 1700-1702 körül a Doby család, 1710 előtt a Simaházyak voltak birtokosai. 1715-ben 14 háztartást írtak benne össze s ekkor Guary Gábor és Doby Mihály, míg 1726-ban Guary Gábor és Póka Miklós birtokában volt.
A valamikor mezővárosi rangban álló település 1752-ben királyi adományként Somssich Antal tulajdonába került. Sárd a 19. század elejétől jogot kapott országos vásárok tartására is. A Somssich család nevéhez fűződik a betyárcsárda megépítése, amely később a somogyi szegénylegények találkozóhelye lett; az 1755-1758 között felépített római katolikus Szentháromság-templom; a copf-barokk stílusú kastély a héthektáros parkkal, ahol méntelep létesült.

## Közélete

### Polgármesterei
- 1990–1994: Vancsura Miklós (független)[3]
- 1994–1998: Vancsura Miklós (független)[4]
- 1998–2002: Vancsura Miklós (független)[5]
- 2002–2006: Csikós Nagy Márton (független)[6]
- 2006–2010: Csikós Nagy Márton (független)[7]
- 2010–2014: Fentős Zoltán (független)[8]
- 2014–2019: Fentős Zoltán (független)[9]
- 2019–2024: Fentős Zoltán (független)[10]
- 2024– : Fentős Zoltán (független)[1]

## Ismert emberek
- Itt született Somssich Pál, gróf (1811-1888), Deák-párti politikus. 1869-1872 között a képviselőház elnöke volt, valamint a kaposvári reálgimnáziumot (ma Táncsics Gimnázium) is megalapította. A gimnázium sokáig az ő nevét viselte.
- Somssich János, gróf (1824-1855), aki alezredesi rangban részt vett az 1848–49-es szabadságharcban.
- Itt temették el 1917-es halála után Kautz Gyula közgazdász, politikus, akadémikus, egyetemi tanár özvegyét, Zechmeister Emíliát (nyilván nem függetlenül attól, hogy egyetlen élő unokája a saárdi Sommsich családba házasodott be).

## Gazdaság
A kastély parkjában levő méntelepen 2007 előtt az ORFK lovasbázisa keretében lovas rendőrök képzése, illetve úgynevezett „szolgálati kerethátas” félvér lovak tenyésztése folyt. A rendőrségi méntelepet 2007 nyarán bezárták, ezzel a település lakóinak jelentős része munkanélkülivé vált.

## Népesség
A település népességének változása:
| Lakosok száma | 1233 | 1226 | 1197 | 1163 | 1180 | 1159 | 1154 |
|               | 2013 | 2014 | 2015 | 2021 | 2022 | 2023 | 2024 |

A 2011-es népszámlálás során a lakosok 92,6%-a magyarnak, 6,9% cigánynak, 0,6% németnek, 0,2% románnak mondta magát (7,3% nem nyilatkozott; a kettős identitások miatt a végösszeg nagyobb lehet 100%-nál). A vallási megoszlás a következő volt: római katolikus 67,8%, református 2,1%, evangélikus 0,1%, görögkatolikus 0,3%, felekezet nélküli 17,6% (11,5% nem nyilatkozott).
2022-ben a lakosság 90%-a vallotta magát magyarnak, 2,4% cigánynak, 0,9% németnek, 0,2% horvátnak, 0,1-0,1% lengyelnek, bolgárnak és ukránnak, 1,7% egyéb, nem hazai nemzetiségűnek (9,3% nem nyilatkozott; a kettős identitások miatt a végösszeg nagyobb lehet 100%-nál). Vallásuk szerint 43,7% volt római katolikus, 2,6% református, 0,3% evangélikus, 0,2% görög katolikus, 0,1% izraelita, 1% egyéb keresztény, 0,8% egyéb katolikus, 14,3% felekezeten kívüli (36,9% nem válaszolt).

## Nevezetességei

### Betyár Csárda
Az 1752-ben Somssich Antal által építtetett Betyár Csárda a somogyi szegénylegények találkozóhelye lett.
Az egykori csárdát jelentősen átépítették, majd vendéglőként hasznosították, manapság az épület egyre rosszabb állapotban van, egyáltalán nincs hasznosítva.

### Római katolikus templom (Szentháromság)
Somogysárd templomát Somssich Antal építtette 1755 és 1758 között, barokk stílusban. A földesúri magántemplom a katolikus sárdi jobbágyok hitéletének is a színtere lett, Somssich nem kívánta felújíttatni a régi kis templomot(Amely helyén jelenleg kegyeleti park van kialakítva). Építője valószínűleg ugyanaz az olasz mester volt, aki a kastélyt is tervezte.

### A 18. századi kastély
A Somssich-kastély a 18. század közepén épült barokk stílusban, később átépítették neobarokk stílusban. Kertje természetvédelmi terület. Az 1953-ban létrehozott méntelep és a kastély 1993-ban a Belügyminisztérium tulajdonába került. Itt folyt a lovas rendőrök kiképzése 2007-ig, amikor a rendőrség felhagyott a ménteleppel. A kastély azóta szigorúan védett, nem látogatható. A kastély és az istállók állapota a rendőrség időszakában erősen leromlott, egyes gazdasági épületek állapota életveszélyes. A kastélyépület állaga is fokozatosan romlik.

### A Somssich-kastély parkja
A kastélyhoz tartozó héthektáros parkot téglakerítés határolja, ma természetvédelmi terület. Első fáit 1876-ban ültették.
A bejárat közelében találjuk a hatalmas, négy métert is megközelítő kerületű páfrányfenyőt. Ekkora termetű példányok nagyon ritkák Magyarországon. Szép a kettős lucfenyő fasor, és nem kerülhetik el a figyelmet az évszázados ezüst hársak sem. A fiatalabb fák főként fenyőfélék; található itt jegenyefenyő, négy formázott hatalmas tiszafa, simafenyő és hamis ciprus is.

### Szent Rókus-kápolna
A kis, sárga kápolna a falu délkeleti részén áll, mellette egy kőkereszt látható.

### Szilveszteri nyúlfuttatás
1993 óta minden év szilveszterén megrendezik az idők során országos hírnévre szert tett nyúlfuttatást, amelynek lényege, hogy a benevezők nyulainak a helyi focipályán kell végigfutniuk, és az nyer, akié először teljesíti a távot. A verseny nehézsége, hogy a nyulak legtöbbször nem akarnak maguktól futni, ezért valahogyan ösztönözni kell őket, de fizikailag segíteni tilos őket.

## Képek

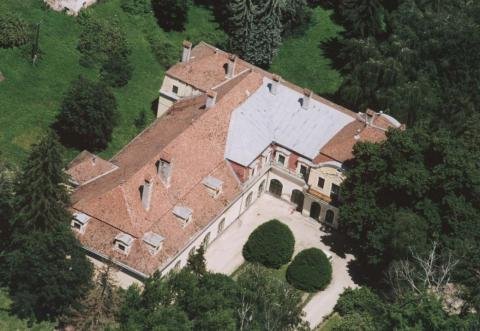
A kastély
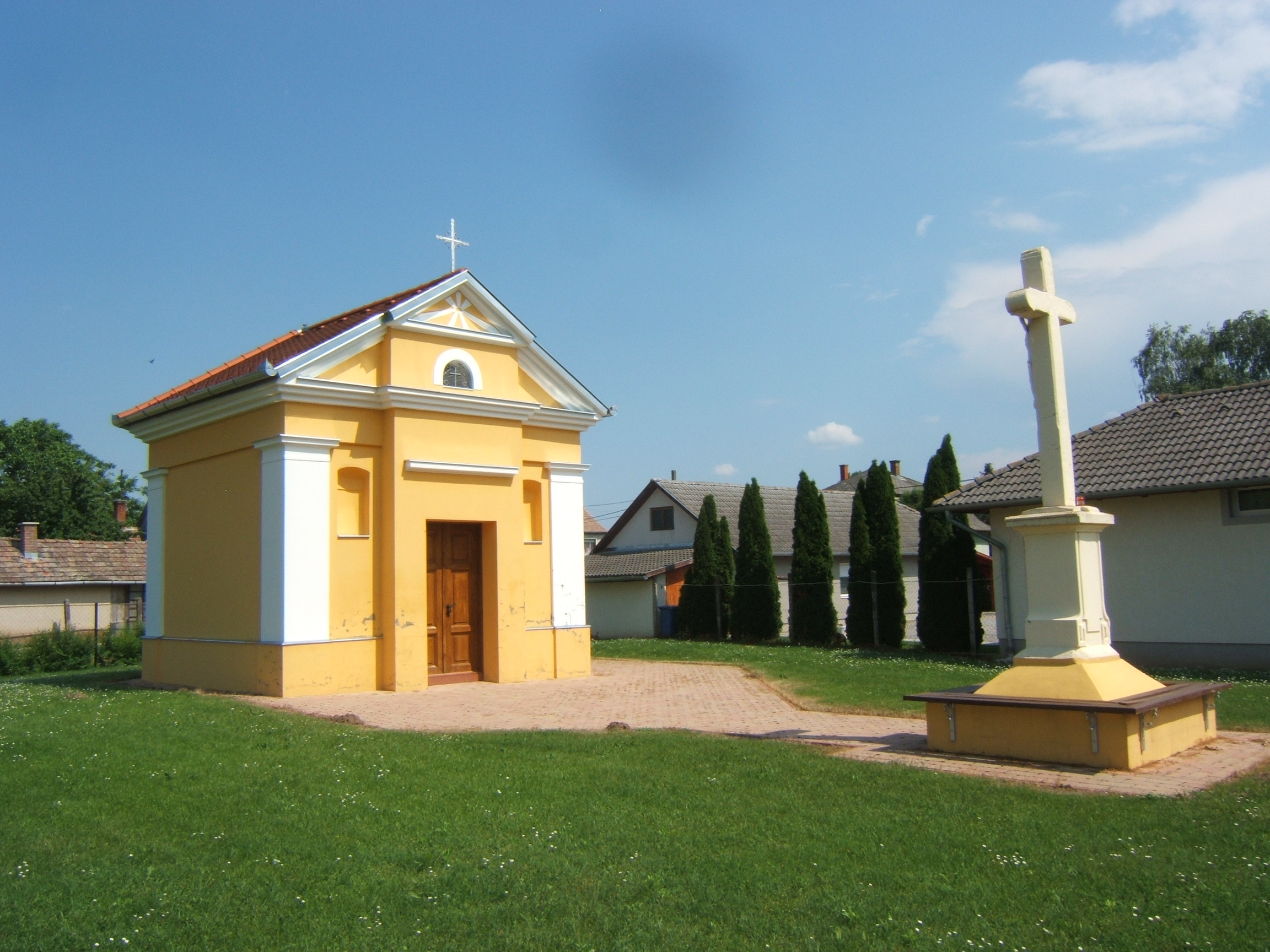
A Szent Rókus-kápolna